# Gemellae in Byzacena
Gemellae in Byzacena (łac. Diocesis Gemellensis in Byzacena) – stolica historycznej diecezji we Cesarstwie rzymskim w prowincji Byzacena, współcześnie Sidi-Aïch w Tunezji. Obecnie katolickie biskupstwo tytularne.

## Biskupi
| Lp. | Biskup                       | Funkcja                                                     | Od               | Do                   |
| --- | ---------------------------- | ----------------------------------------------------------- | ---------------- | -------------------- |
| 1   | Jean Gay                     | emerytowany biskup Basse-Terre (Gwadelupa)                  | 29 stycznia 1968 | 18 lutego 1971       |
| 2   | Roberto Pinarello de Almeida | biskup pomocniczy Jundiaí (Brazylia)                        | 24 lipca 1971    | 31 lipca 1980        |
| 3   | Jan Wiktor Nowak             | biskup pomocniczy gnieźnieński                              | 20 lutego 1982   | 25 marca 1996        |
| 4   | Décio Sossai Zandonade       | biskup pomocniczy Belo Horizonte (Brazylia)                 | 11 grudnia 1996  | 14 maja 2003         |
| 5   | Wilson Tadeu Jönck           | biskup pomocniczy Rio de Janeiro (Brazylia)                 | 11 czerwca 2003  | 26 maja 2010         |
| 6   | Robert McElroy               | biskup pomocniczy San Francisco (USA)                       | 6 lipca 2010     | 3 marca 2015         |
| 7   | Donatien Bafuidinsoni        | biskup pomocniczy Kinszasy (DR Konga)                       | 31 marca 2015    | 1 marca 2018         |
| 8   | Nolly Buco                   | biskup pomocniczy Antipolo (Filipiny)                       | 10 lipca 2018    | 18 października 2024 |
| 9   | Gregg Caggianelli            | biskup pomocniczy Ordynariatu Polowego Stanów Zjednoczonych | 21 lutego 2025   |                      |